# 조인철 (유도 선수)
조인철(趙麟徹, 1976년 3월 4일~)은 대한민국의 유도 선수이자 대학 교수이다. 1996년 하계 올림픽 남자 하프미들급에서 동메달을 획득했으며, 2000년 하계 올림픽에서 하프미들급 은메달을 획득했다.

## 선수 경력
1976년 충청북도 청주시에서 태어나 교동초등학교에 입학하였다. 대성중학교에서 유도를 시작했으며 전국대회 4관왕에 오르며 주목을 받기 시작해 유도 선수로 발탁되었다. 1994년 11월에 이집트 카이로에서 열린 1994년 세계 주니어 선수권 대회에서 러시아의 비탈리 크루토골로프의 뒤를 이어 은메달을 획득하였다. 1995년에 8월 일본 후쿠오카에서 열린 1995년 하계 유니버시아드에 참가하여 일본의 구보타 가즈노리의 뒤를 이어 은메달을 획득했으며, 단체전에서는 금메달을 획득했다. 같은 해 11월 인도 뉴델리에서 열린 1995년 아시아 선수권 대회에 참가하여 일본의 다키모토 마코토의 뒤를 이어 은메달을 획득하였다.
1996년에는 용인대학교로 진학하였고 같은 해 2월에 프랑스 파리에서 열린 파리 투어에서 일본의 다키모토와 함께 프랑스의 다르셀 얀지와 파트리크 부라의 뒤를 이어 3위에 올랐다. 7월에는 미국 애틀랜타에서 열린 1996년 하계 올림픽에서 참가하여 처음으로 올림픽에 출전했다. 그는 몰도바의 올레그 크레출, 조지아의 소소 리파르텔리아니, 우즈베키스탄의 블라디미르 시마코프를 차례로 한판승으로 꺾으며 준결승전에 진출했다. 그러나 준결승전에서 일본의 고가 도시히코에게 승리를 내주며 동메달 결정전을 갖게 되었고, 동메달 결정전에서 아르헨티나의 가스톤 가르시아를 꺾으며, 리파르텔리아니와 함께 동메달을 획득했다. 같은 해 11월 베트남 호찌민에서 열린 1996년 아시아 선수권 대회에서는 우즈베키스탄의 시마코프에게 밀려 지난 대회에 이어 다시 은메달을 획득했다. 12월에는 캐나다 종키에르에서 여린 1996년 세계 대학 선수권 대회에서 폴란드의 브로니스와프 보우코비치를 누르고 처음으로 국제 대회 금메달을 획득했다.
1997년 2월에는 파리 투어에서 러시아의 게르만 아브둘라예프를 꺾으며 처음으로 성인 국제 대회 우승을 차지했다. 같은 해 5월 부산에서 열린 1997년 동아시아 경기 대회에 참가하여 몽골의 할리노니 볼드바타르를 꺾고 금메달을 획득했다. 같은 해 10월에는 파리에서 열린 1997년 세계 선수권 대회에서 프랑스의 자멜 부라를 꺾고 금메달을 획득하면서 대한민국 남자 유도의 대표 선수로 떠올랐다. 1998년에 95kg로 체급을 올리고 그 해 12월에 태국 방콕에서 열린 1998년 아시안 게임에서 조선민주주의인민공화국의 곽옥철을 누르고 금메달을 획득하였으며, 1999년 10월에 영국 버밍엄에서 열린 1999년 세계 선수권 대회에서는 곽옥철과 함께 영국의 그레이엄 랜들과 우즈베키스탄의 파르하트 투라예프의 뒤를 이어 동메달을 획득했다.
2000년 2월에는 파리 투어에 참가했으나 5위에 머물렀고 오스트리아의 뢴딩에서 열린 그랑프리 대회에서는 동메달을 획득했다. 같은 해 9월 오스트레일리아 시드니에서 열린 2000년 하계 올림픽에 참가하였다. 그는 푸에르토리코의 호세 피게로아, 독일의 플로리안 바너, 에스토니아의 알렉세이 부덜린, 포르투갈의 누누 델가두를 차례로 꺾으며 결승에 올으나 결승에서 일본의 다키모토에게 패해 은메달을 획득했다. 이듬해인 2001년 5월 일본 오사카에서 열린 2001년 동아시아 경기 대회에서 중화 타이베이의 천장닝을 꺾고 우승하며 대회 2연패를 달성했다. 7월에는 독일 뮌헨에서 열린 2001년 세계 선수권 대회에 참가하였으며, 결승에서 에스토니아의 부덜린을 꺾고 우승하면서 세계 선수권 대회 2연패를 달성했다. 같은 해 10월에는 모스크바 그랑프리에서 3위에 올랐다. 
모스크바 그랑프리 이후 부산에서 열리는 2002년 아시안 게임 국가대표 선발전에서 부상을 입는 바람에 탈락했으며, 2001년 10월 29일에 현역에서 은퇴했다.

## 은퇴 후
은퇴한 후 용인대학교 교수로 임용이 되었고 2012년 대한민국 유도 대표팀 남자부 감독으로 발탁되었다. 2022년에는 국제 심판이 되었다.